# Henri Plantier
Pour les articles homonymes, voir Plantier.
Claude-Henri Plantier (2 mars 1813, Ceyzérieu - 25 mai 1875, Nîmes) est un prélat, évêque de Nîmes de 1855 à 1875.

## Biographie
De 1847 à 1852, il est chargé par Denys Affre de donner les conférences de carême à Notre-Dame de Paris.

En 1863, il promulgue une lettre pastorale où il prend position contre la tauromachie,. 

« Quand on nous raconte le détail de ces hideux combats… nous croyons entendre un récit des temps païens… Ces jeux ne sont attrayants que par le côté du péril et de la souffrance. Ce sont surtout les inquiétudes ou les douleurs du taureau qui vous passionnent ; et certes, quoi qu’on en puisse dire, ce genre de satisfaction n’est pas chrétien. L’esprit de douceur et de mansuétude fait essentiellement le fond de l’évangile…
Du Maître, cette vertu doit passer aux disciples ; et telle en est la tendresse, telle en est l’étendue, dans les pensées de Celui qui l’a commandée, qu’elle doit s’interdire non seulement de torturer, mais même de froisser, mais même d’inquiéter un être quelconque pour se faire un divertissement de ses détresses. Barbare vis-à-vis des animaux [ce spectacle] , qu’est-il vis-à-vis de l’homme qui lutte contre eux ? Il est au moins dangereux quand il n’est pas meurtrier… Et l’on oserait dire après cela que des chrétiens peuvent assister à de pareilles scènes ? (…) Ainsi du côté du spectacle rien n’est digne du chrétien parce que tout est frivole ou barbare. »

Il joua un rôle important avec Louis-Édouard Pie, évêque de Poitiers, lors des débats sur l'infaillibilité pontificale. Certains de ses commentaires ont suscité des commentaires de la part de Bismarck[Quand ?].
En 1843 il est élu membre de l'académie des Sciences, Belles-Lettres et Arts de Lyon. 

## Distinction
Chevalier de la Légion d'honneur (13 aout 1857).

## Positions
Il était un farouche ultramontaniste et anti-protestant.

## Ouvrages
- Règles de la vie sacerdotale (1859)
- Pie IX défenseur et vengeur de la vraie civilisation (1866)
- Sur les Conciles généraux (1869)